# La Pereda
La Pereda (en asturiano y oficialmente, La Preda) es una parroquia del concejo de Tineo, Asturias, España, se sitúa en el extremo este del concejo lindando con Salas, su población total es de 339 habitantes, la población del pueblo es de 183, Tiene un total de 119 viviendas en la parroquia y en el pueblo 69, y se llega por la carretera AS-216.